# Идентитет (филозофија)
У метафизици, идентитет (лат. identitas, „истоћа“) је однос који свака ствар има само према себи. Појам идентитета доводи до многих филозофских проблема, укључујући идентитет неразлучивих ствари (ако x и y деле сва своја својства, да ли су то једна те иста ствар?), и питања о промени и личном идентитету током времена (шта мора бити случај да би особа x у једном тренутку и особа y у каснијем тренутку биле једна те иста особа?). Важно је разликовати квалитативни идентитет и нумерички идентитет. На пример, размотрите двоје деце са идентичним бициклима која учествују у трци док их мајка посматра. Двоје деце имају исти бицикл у једном смислу (квалитативни идентитет) и исту мајку у другом смислу (нумерички идентитет). Овај чланак се углавном бави нумеричким идентитетом, што је строжи појам.
Филозофски концепт идентитета разликује се од познатијег појма идентитета који се користи у психологији и друштвеним наукама. Филозофски концепт се тиче релације, тачније, односа у којем x и y стоје ако и само ако су једно те исто или идентични једно другом (тј. ако и само ако је x = y). Социолошки појам идентитета, насупрот томе, има везе са самоспознајом особе, друштвеном презентацијом и, уопштено говорећи, аспектима особе који је чине јединственом или квалитативно другачијом од других (нпр. културни идентитет, родни идентитет, национални идентитет, онлајн идентитет и процеси формирања идентитета). У последње време, идентитет је концептуализован узимајући у обзир положај људи у еколошкој мрежи живота; ова комбинација социокултурне и еколошке идентификације позната је као екокултурни идентитет.

## Метафизика идентитета
Метафизичари и филозофи језика и ума постављају и друга питања:
- Шта значи да је објекат исти као и сам себи?
- Ако су x и y идентични (иста ствар), морају ли увек бити идентични? Да ли су нужно идентични?
- Шта значи да је објекат исти ако се мења током времена? (Да ли је јабука t исто што и јабука t +1?)
- Ако се делови објекта временом потпуно замене, као у примеру Тезејевог брода, на који начин је то исто?

Закон идентитета потиче из класичне антике. Модерна формулација идентитета је она Готфрида Вилхелма Лајбница, који је сматрао да је x исто што и y ако и само ако је сваки предикат тачан за x тачан и за y.
Лајбницове идеје су се укорениле у филозофији математике, где су утицале на развој предикатског рачуна као Лајбницовог закона. Математичари понекад разликују идентитет од једнакости. Обичније, идентитет у математици може бити једначина која важи за све вредности променљиве. Георг Вилхелм Фридрих Хегел је тврдио да су ствари инхерентно самопротиворечне и да појам да је нешто самоидентично има смисла само ако није истовремено и неидентично или различито од себе и не имплицира ово друго. Хегеловим речима, „Идентитет је идентитет идентитета и неидентитета“. Новији метафизичари су расправљали о транс-светском идентитету — идеји да може постојати исти објекат у различитим могућим световима. Алтернатива транс-светском идентитету је релација пандана у теорији пандана. То је релација сличности која одбацује транс-светске појединце и уместо тога брани пандан објекта — најсличнији објекат.
Неки филозофи су порицали да постоји такав однос као што је идентитет. Тако Лудвиг Витгенштајн пише (Логичко-филозофски трактат 5.5301): „Очигледно је да идентитет није однос између објеката.“ У 5.5303 он разрађује: „Отприлике говорећи: рећи за две ствари да су идентичне је бесмислено, а рећи за једну ствар да је идентична самој себи јесте не рећи ништа.“ Бертранд Расел је раније изразио забринутост која изгледа мотивише Витгенштајнову поенту (Принципи математике §64): „[И]дентитет, може тврдити приговорник, не може бити ништа: два појма очигледно нису идентична, а један појам не може бити, јер са чиме је идентичан?“ Чак и пре Расела, Готлоб Фреге је, на почетку дела „О чулу и референцији“, изразио забринутост у вези са идентитетом као односом: „Једнакост доводи до изазовних питања на која није сасвим лако одговорити. Да ли је то однос?“ У скорије време, К. Џ. Ф. Вилијамс је предложио да идентитет треба посматрати као релацију другог реда, а не као релацију између објеката, а Кај Вехмајер је тврдио да је позивање на бинарну релацију коју сваки објекат има према себи, а не према другима, и логички непотребно и метафизички сумњиво.

## Изјаве о идентитету
Врстопојни термини, или сортали дају критеријум идентитета и неидентитета међу јединкама своје врсте.

## Белешке
1. ↑  Stanford Encyclopedia of Philosophy: "Identity", First published Wed 15 Dec 2004; substantive revision Sun 1 Oct 2006.
2. ↑  Audi, Robert (1999). „identity”. The Cambridge Dictionary of Philosophy. Cambridge University Press.
3. ↑  Sandkühler, Hans Jörg (2010). „Ontologie: 4 Aktuelle Debatten und Gesamtentwürfe”. Enzyklopädie Philosophie (на језику: German). Meiner. Архивирано из оригинала 11. 3. 2021. г. Приступљено 14. 1. 2021.
4. ↑  Milstein, T.; Castro-Sotomayor, J. (1. 5. 2020).  Milstein, Tema; Castro-Sotomayor, José, ур. Routledge Handbook of Ecocultural Identity. London: Routledge. ISBN 9781351068840. doi:10.4324/9781351068840.
5. ↑  Siemens, Reynold L. (1988). „Hegel and the Law of Identity”. The Review of Metaphysics. 42 (1): 103—127. ISSN 0034-6632. JSTOR 20128696.
6. ↑  Bole, Thomas J. (1987). „Contradiction in Hegel's "Science of Logic"”. The Review of Metaphysics. 40 (3): 515—534. ISSN 0034-6632. JSTOR 20128487.
7. ↑  C.J.F. Williams, What is identity?, Oxford University Press 1989. [потребна страница]
8. ↑  Kai F. Wehmeier, "How to live without identity—and why," Australasian Journal of Philosophy 90:4, 2012, pp. 761–777.
9. ↑  Theodore Sider. "Recent work on identity over time". Philosophical Books 41 (2000): 81–89.